# Потен, Виктор Максимильен
Виктор Максимильен Потен (фр. Victor-Maximilien Potain; 1759, Версаль — 1841) — французский художник.

## Биография
Родился в Версале. Сын архитектора Николя-Мари Потена. В 1778 году поступил в Королевскую академию живописи и скульптуры, где учился у Франсуа Андре Венсана и Жан-Жака Лагрене. В 1781 году получил Римскую премию второй степени, в 1785 году — первой (за картину «Камилла, сестра Горация»); ныне эта картина хранится в коллекции Высшей школы изящных искусств в Париже.
После этого Потен, по условиям премии, смог наконец совершить поездку в Рим за государственный счёт, где проживал на Вилле Медичи вместе с другими французскими художниками вплоть до 1790 года. С началом Великой французской революции он вернулся в Париж, где регулярно выставлялся на Парижском салоне.
В 1793 году Потен представил на ежегодном салоне несколько больших полотен на сюжеты, почерпнутые из античной истории, в частности, «Император Тиберий представляет Римскому сенату своего наследника Германика» и ряд других. Эти картины, вероятно, были созданы ещё в Риме, а позднее художник лишь доработал их по приезде в Париж. На Салоне 1796 года он выставил только рисунки, а на Салоне 1798 года — два портрета. Потен прожил долгую жизнь и скончался в Париже в 1841 году, однако большого значения и влияния на других французских живописцев более не имел.
Из двух сестёр Потена одна была замужем за архитектором Руссо, тогда как вторая — за скульптором Роланом.

## Галерея

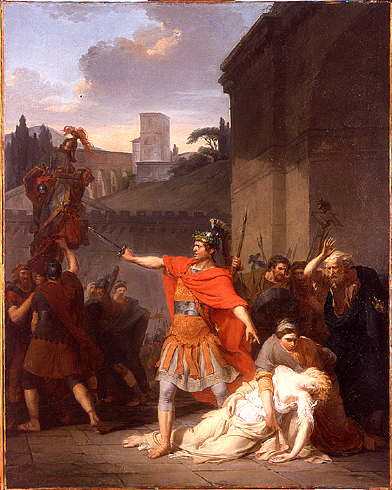
Камилла, сестра Горация. Коллекция Высшей школы изящных искусств, Париж.
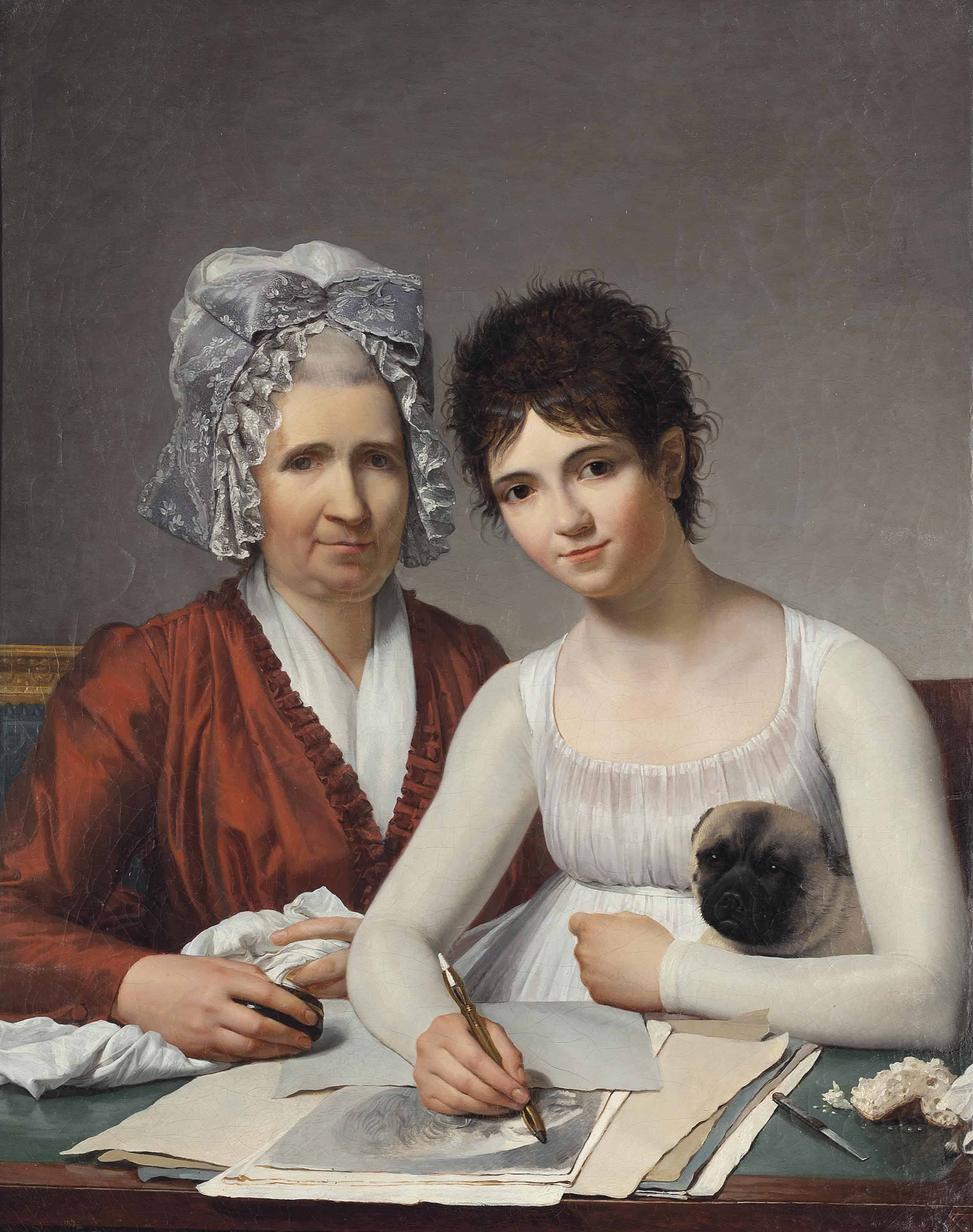
Портрет сестры художника, мадам Руссо с дочерью. Частное собрание.